# 道の駅中条

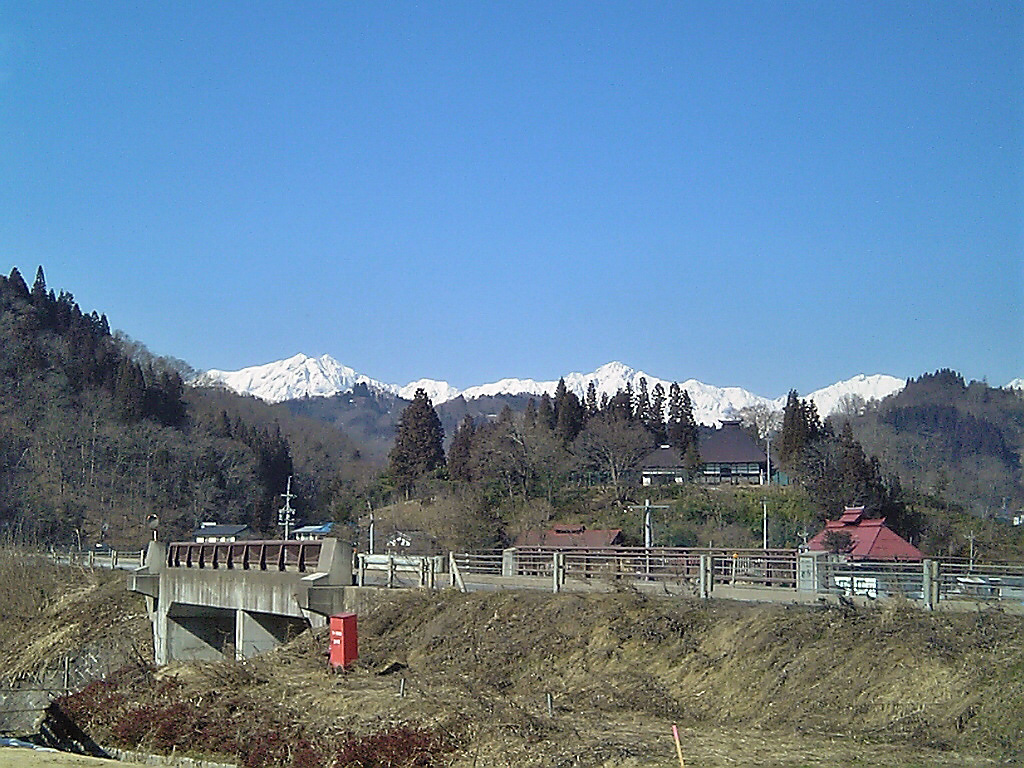
道の駅中条から西の風景
奥は後立山連峰の鹿島槍ヶ岳(左)·五龍岳(中央)·唐松岳(右)

道の駅中条（みちのえき なかじょう）は、長野県長野市中条住良木にある長野県道31号長野大町線の道の駅である。

## 施設
- 駐車場
  - 普通車：50台
  - 大型車：10台
- トイレ （いずれも24時間利用可能）
  - 男：大 1器、小 8器
  - 女：8器
  - 身障者用：1器
- 公衆電話
- パークライン中条物産館（9:00 - 20:00）
  - 情報コーナー
  - 食堂
- 公園

## 休館日
- 1月1日

## アクセス
- 長野県道31号長野大町線 - 登録路線

## 周辺
- 宮遺跡公園